# Tim Pigott-Smith
Timothy Peter «Tim» Pigott-Smith (Rugby, 13 de mayo de 1946-Northampton, 7 de abril de 2017) fue un actor de teatro, cine y televisión británico.

## Inicios
Pigott-Smith nació en Rugby, Warwickshire, el hijo de Harry Thomas Pigott-Smith, periodista, y Margaret Muriel Goodman. Fue educado en el Wyggeston Boys' School de Leicester, King Edward VI School en Stratford-upon-Avon y la Universidad de Brístol. Se formó como actor en la Bristol Old Vic Theatre School.

## Carrera

### Televisión
Después de una larga carrera en papeles pequeños, incluyendo dos apariciones en Doctor Who, en las historias The Claws of Axos (1971) y The Masque of Mandragora (1976), Pigott-Smith consiguió su gran oportunidad con el papel protagonista de Ronald Merrick en el serial televisivo de 1984 The Jewel in the Crown. Otras apariciones notables incluyen el papel titular en la serie de drama de crimen The Chief (1990-1993), un papel recurrente en el drama de ITV The Vice como el némesis de Ken Stott, Vickers, Domingo sangriento y dos adaptaciones separadas de North & South. En la versión de 1975 interpretó a Frederick Hale, mientras que en la de 2004 interpretó al padre de Frederick, Richard.
Su distintiva voz le ha hecho un narrador popular para documentales para televisión. Él narró la serie Battlefield, que examina pivotales batallas de la Segunda Guerra Mundial desde un punto de vista de las operaciones. Más recientemente, narró una serie sobre la familia real británica, titulada Monarchy: The Royal Family at Work. La serie siguió a la reina Isabel II por más de un año, incluyendo la visita de estado de 2007 a los Estados Unidos.

### Cine
Su carrera cinematográfica incluye la película de 2004 Alejandro Magno, Las cuatro plumas, Gangs of New York, Johnny English, Lo que queda del día y V for Vendetta. También hizo una aparición en la película de James Bond de 2008 Quantum of Solace. En febrero de 2010 Piggott-Smith interpretó a Alan Keen en la película para televisión On Expenses.

### Teatro
Pigott-Smith desempeñó varios papeles de Shakespeare y las tragedias griegas; por ejemplo, interpretó a Póstumo en la producción de 1974 de John Barton de Cimbelino para la Royal Shakespeare Company y en 2011 fue Lear en El rey Lear en el West Yorkshire Playhouse de Leeds.
Obras contemporáneas incluyen Enron, interpretando a Kenneth Lay, para el Chichester Festival Theatre y luego a Londres, en 2009 y a Tobias en Un delicado equilibrio en el Almeida Theatre de Londres en 2011. Regresó al Almeida en el 2014 como un postascensión del Rey Carlos III (en ese momento Príncipe de Gales) en King Charles III.
King Charles III (más conocida como Rey Carlos: El Sucesor o Rey Carlos III) fue la última película sobre la obra teatral con Pigott-Smith. La película trajo al Rey Carlos III tras el fallecimiento de la Reina Isabel II del Reino Unido (quien realmente falleció el 8 de septiembre de 2022) como sucesor directo sabiendo lo que conlleva ser Rey, afrontando problemas con la política y el gobierno. 

## Libros
Durante la realización de The Jewel in the Crown, Pigott-Smith escribió un diario sobre sus impresiones de la India. Este fue publicado junto con una antología de poesía y prosa bajo el título de Out of India.
Escribió dos libros de la serie The Baker Street Mysteries, con las hazañas de Los Irregulares de Baker Street de Sherlock Holmes – The Dragon Tattoo (2008) y Shadow of Evil (2009).

## Muerte
Pigott-Smith murió el 7 de abril de 2017, a los 70 años. Había sido programado para aparecer en una producción de gira de Muerte de un viajante, con la noche de apertura en Northampton solo tres días más tarde. Su esposa Pamela Miles también iba a aparecer en la obra, pero se había retirado tras la rotura de un hueso y necesitar cirugía.

## Filmografía
- Doctor Who: The Claws of Axos (1971) (TV)
- Doctor Who: The Masque of Mandragora (1976) (TV)
- Furia de titanes (1981)
- Victory (1981)
- The Hunchback of Notre Dame (1982)
- El templete de Nasse House (1986) (TV)
- Lo que queda del día (1993)
- Gangs of New York (2002)
- Las cuatro plumas (2002)
- Spooks (2002) (TV)
- Domingo sangriento (2002)
- Johnny English (2003)
- Alejandro Magno (2004)
- V for Vendetta (2006)
- Flyboys (2006)
- Quantum of Solace (2008)
- Midsomer Murders (2008) (TV)
- Alicia en el país de las maravillas (2010)
- The Suspicions of Mr Whicher (2011) (TV)
- The Hour (2011) (TV)
- Downton Abbey (2012) (TV)
- Strike Back: Vengeance (2012) (TV)
- Miranda (2013) (TV)
- Red 2 (2013)
- El destino de Júpiter (2015)